# Надвода
Надвода је насељено мјесто у Буковици, у сјеверној Далмацији. Припада граду Обровцу, у Задарској жупанији, Република Хрватска.

## Географија
Насеље је удаљено око 21 км југоисточно од Обровца. Надвода је дио некадашњег насеља Жегар, од којег су настала још три села: Богатник, Комазеци и Каштел Жегарски.

## Историја
Надвода се од распада Југославије до августа 1995. године налазила у Републици Српској Крајини.

## Становништво
Према попису из 1991. године, Надвода је имала 750 становника, од чега 742 Србина, 3 Хрвата и 5 осталих. Према попису становништва из 2001. године, Надвода је имала 50 становника. Надвода је према попису становништва из 2011. године имала 170 становника.
| Националност       | 1991. | 1981. | 1971. | 1961. |
| Срби               | 742   | 607   | 600   | 632   |
| Југословени        |       | 2     |       |       |
| Хрвати             | 3     | 1     | 2     |       |
| остали и непознато | 5     | 5     | 1     |       |
| Укупно             | 750   | 614   | 602   | 634   |

| Демографија | Демографија | Демографија |
| Година      | Становника  | Становника  |
| ----------- | ----------- | ----------- |
| 1961.       | 634         |             |
| 1971.       | 602         |             |
| 1981.       | 614         |             |
| 1991.       | 750         |             |
| 2001.       | 50          |             |
| 2011.       |             | 170         |

## Попис 1991.
На попису становништва 1991. године, насељено место Надвода је имало 750 становника, следећег националног састава:
| Попис 1991.‍ | Попис 1991.‍ | Попис 1991.‍ | Попис 1991.‍ | Попис 1991.‍ |
| ----------- | ----------- | ----------- | ----------- | ----------- |
|             |             |             |             |             |
| Срби        | Срби        |             | 742         | 98,93%      |
| Хрвати      | Хрвати      |             | 3           | 0,40%       |
| Италијани   | Италијани   |             | 1           | 0,13%       |
| остали      | остали      |             | 1           | 0,13%       |
| непознато   | непознато   |             | 3           | 0,40%       |
| укупно: 750 |             |             |             |             |

## Презимена
| - Бабић — Православци - Барић — Православци - Веселиновић — Православци - Војводић — Православци - Вуканац — Православци - Вучендић — Православци - Грозданић — Православци - Дуброја — Православци - Иваниш — Православци - Кљајић — Православци - Ковачевић — Православци - Комазец — Православци - Крњаја — Православци - Љубичић — Православци | - Мацура — Православци - Мијић — Православци - Милић — Православци - Нанић — Православци - Олујић — Православци - Продановић — Православци - Радмиловић — Православци - Реља — Православци - Рњак — Православци - Самарџић — Православци - Симић — Православци - Ћосо — Православци - Швоња — Православци - Шкорић — Православци |